# Јован Палеолог (син Андроника II)
Јован Палеолог (грчки: Ἱωάννης Παλαιολόγος; 1286–1307) је био син византијског цара Андроника II Палеолога (1282–1328) и његове друге жене царице Ирине од Монферата. Обављао је функцију управника Солуна.

## Биографија
Рођен је у Цариграду 1286. године. Будући да је његов отац био на византијском престолу у тренутку Јовановог рођења, принц је понео назив "порфирогенита". Високу византијску титулу деспота коју су носили цареви сродници Јован је понео 22. маја 1295. године. Ожењен је Ирином Палеологином Хумнином, ћерком Нићифора Хумне 1303. године. Нису имали деце. Од 1304. године деспот Јован је био намесник Солуна. Било је то време када су његови родитељи, цар Андроник II и царица Ирина Алерамичи, већ били у сукобу, те је царица напустила Цариград и отишла у Солун. На овај град сматрала је да полаже права преко својих предака који су основали Солунску краљевину. Деспот Јован је као намесник Солуна био задужбинар манастира Едигитрије. Положај маркиза од Монферата остао је упражњен 1305. године. Жеља царице Ирине Алерамичи Палеолог била је да деспот Јован преузме те поседе. Међутим, такви планови наишли су на неодобравање цариградског патријарха Атанасија I, те је маркиз Монферата постао Јованов млађи брат Теодор. Деспот Јован је умро у Солуну 1307. године. Његово тело је 1321. године, пренето у Цариград и сахрањено у манастиру Пантократор. Деспот Јован је имао још шесторицу браће и сестара. Најистакнутији су били Теодор, маркиз од Монферата, деспот Димитрије, као и краљица Симонида, српска краљица, супруга краља Стефана Уроша II Милутина Немањића.